# プレゼント (映画)
『プレゼント』（原題・アラビア語: هدية）は、ファラフ・ナブルシ監督による2020年のパレスチナの短編映画である。
妻への結婚記念日のプレゼントを買うためにイスラエル占領下ヨルダン川西岸地区のパレスチナの飛び地に娘を連れて行く男の物語である。
クレルモン＝フェラン国際短編映画祭などで上映された後、2021年3月18日にNetflixで配信された。
日本では2020年10月15日にショートショート フィルムフェスティバル&アジア2020で上映された。

## 受賞とノミネート
| 賞                                 | 部門                                  | 候補者                                 | 結果       |
| ---------------------------------- | ------------------------------------- | -------------------------------------- | ---------- |
| アカデミー賞                       | 短編映画賞                            | ファラフ・ナブルシ、オサマ・バワルディ | ノミネート |
| クレルモン＝フェラン国際短編映画祭 | グランプリ (国際コンペティション部門) | ファラフ・ナブルシ                     | ノミネート |
| クレルモン＝フェラン国際短編映画祭 | 観客賞 (国際コンペティション部門)     | ファラフ・ナブルシ                     | 受賞       |
| クリーブランド国際映画祭           | 短編映画賞 (短編実写映画部門)         | ファラフ・ナブルシ                     | 受賞       |
| ブルックリン映画祭                 | 観客賞 (ナラティブ短編部門)           | ファラフ・ナブルシ                     | 受賞       |
| パームスプリングス国際短編映画祭   | 観客賞                                | ファラフ・ナブルシ                     | 受賞       |
| パームスプリングス国際短編映画祭   | GoEブリッジング・ザ・ボーダー賞       | ファラフ・ナブルシ                     | 受賞       |
| 英国アカデミー賞                   | 短編映画賞                            | ファラフ・ナブルシ                     | ノミネート |